# 矛頭蝮
矛頭蝮長75–125釐米。矛頭蝮的背上環斑可融入雨林的落葉地表，幫助牠們長時間等候獵物。矛頭蝮受干擾時會像響尾蛇一樣舉起尾巴發聲警告入侵者(尾部無響環)。矛頭蝮會受人類住宅區的老鼠吸引而來到人類的住所，容易咬傷人類。矛頭蝮的毒液會瓦解傷口周遭的組織，毒液還會隨著血液蔓延破壞血液組織，最後導致心臟及腎臟衰竭。